# Helén Eriksen
Helén Eriksen (Dale, 19 ottobre 1971) è una cantante e sassofonista norvegese.

## Biografia
Helén Eriksen ha avviato la sua carriera musicale come cantante del gruppo alternative rock di Bergen, con cui ha registrato e pubblicato un album eponimo nel 1994. Nel 1996 è salita alla ribalta come solista grazie al suo album di debutto Standards, che ha raggiunto la 30ª posizione della classifica norvegese e che le ha fruttato il premio Spellemann, il principale riconoscimento musicale norvegese, per il miglior artista esordiente dell'anno, oltre ad una candidatura al miglior artista di musica dance.

## Discografia

### Album
- 1996 – Standards
- 1998 – Lovevirgin
- 2000 – City Dust
- 2006 – Small Hall Classic

### Singoli
- 1996 – Arms Around U
- 1996 – Shake My Hand
- 1997 – Low Rain in Pain
- 1998 – Boys and Girls
- 1998 – Wild Eyes